# Evangeliar der Sainte-Chapelle

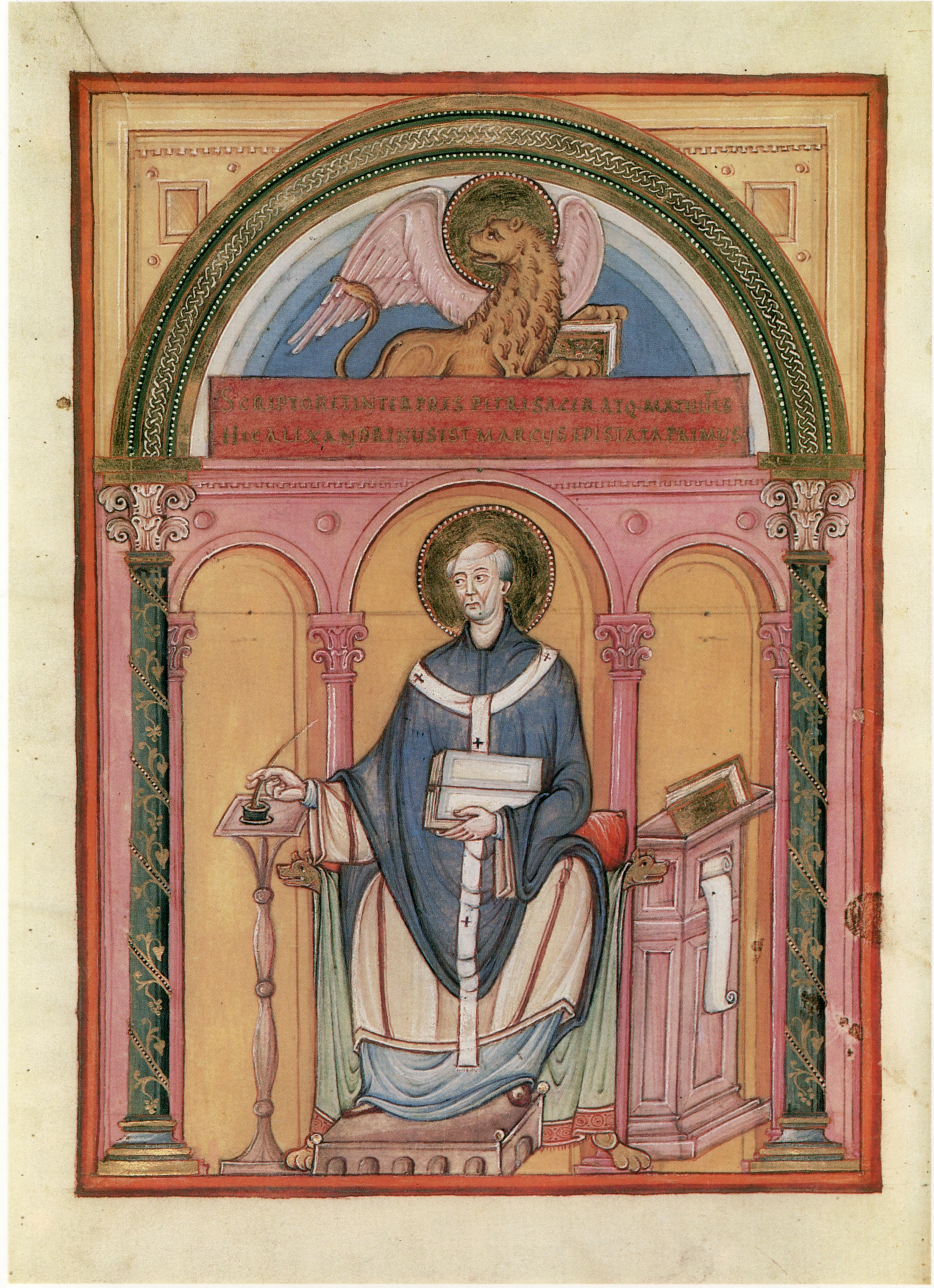
Fol. 52v der Handschrift: der Evangelist Markus, dargestellt als Bischof von Alexandrien

Das Evangeliar der Sainte-Chapelle ist eine ottonische Handschrift, die zu den Hauptwerken der ottonischen Buchmalerei gezählt wird. Die Handschrift befindet sich unter der Signatur Paris, Bibliothèque Nationale, Lat. 8851 heute in der französischen Nationalbibliothek.

## Die Handschrift
Das Evangeliar der Sainte-Chapelle umfasst 156 Blatt Pergament. Mit einem Format von 38,5 × 28 cm ist die Handschrift größer als die meisten ottonischen Handschriften. Dieses Großformat wie auch die durchgehende Goldschrift zeichneten das Evangeliar bereits bei seiner Entstehung als Prunkhandschrift aus. Der Buchschmuck des Evangeliars, bei dem die Kanontafeln, die Majestas Domini sowie die vier Evangelistenbilder bemerkenswert sind, stammt vollständig vom sogenannten Meister des Registrum Gregorii, dem herausragenden Künstler der ottonischen Buchmalerei.

## Datierung und Provenienz

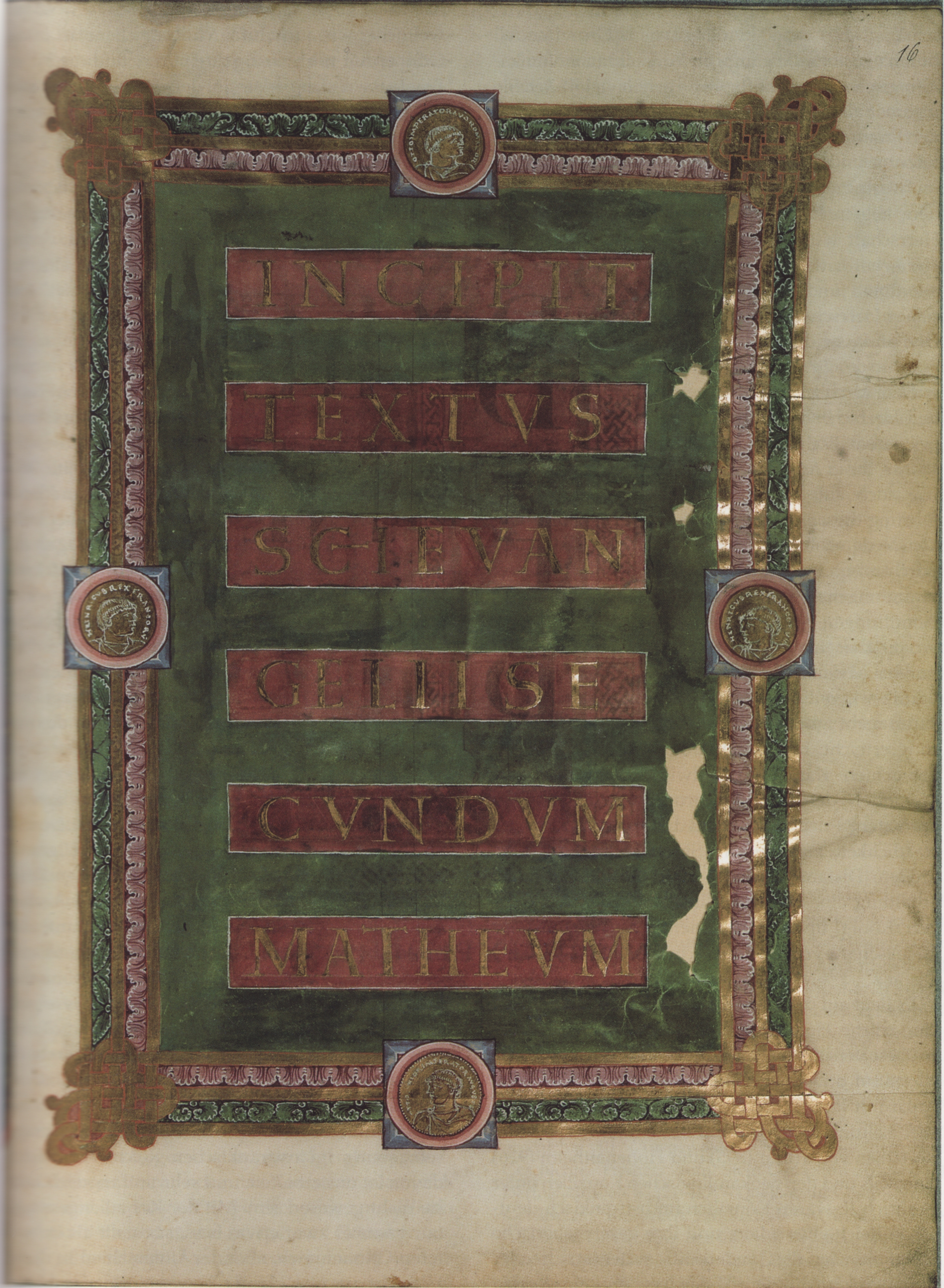
Die Deutung der Herrschermedaillons der Zierseite Fol. 16r ist umstritten.

Die Datierung des Evangeliars ist umstritten. Die Handschrift enthält kein Widmungsgedicht oder Stifterbild, so dass unbekannt ist, für welchen vermutlich hochrangigen Empfänger sie ursprünglich geschrieben wurde. Die Datierungsansätze machen sich daher an fol. 16r, der Titelseite zum Matthäus-Evangelium fest. Diese zeigt auf dem Rahmen vier münzähnliche Medaillons, die durch die Beschriftung als Angehörige der ottonischen Familie gekennzeichnet sind:
- oben: OTTO IMPERATOR AVG(ustus) ROMANOR(um),
- unten: OTTO IUNIOR IMPERATOR AVGVST(u)S,
- links: HEINRICVS REX FRANCORV(m),
- rechts: HENRICVS REX FRANCORVM.

Aufgrund dessen, dass Otto und Heinrich Leitnamen der Ottonen waren, sind die Medaillons jedoch nicht eindeutig zuzuordnen. Sicher ist, dass die beiden Ottos ein älterer und ein jüngerer Kaiser sind, also entweder Otto I. und Otto II. oder Otto II. und Otto III. Bei den beiden Heinrich-Medaillons ist nicht sicher, ob sie zwei oder nur einen Heinrich zeigen, also entweder Heinrich I. oder Heinrich II. oder möglicherweise beide. Sofern Heinrich II. dargestellt wäre, ergäbe sich eine Datierung nach 1002 und vor 1014, die allerdings Probleme aufwirft: Der Gregormeister ist nur im Umfeld Bischof Egberts von Trier nachweisbar, der bereits 993 starb. Aufgrund dessen wurde die Identität beider Heinriche und die Identifikation mit Heinrich I. erwogen, was eine Datierung vor 983, dem Herrschaftsantritt Ottos III., ergäbe. Einen weiteren Datierungsansatz brachte Carl Nordenfalk, der vorschlug, die beiden Ottos mit Otto I. und Otto II. zu identifizieren, und die beiden Heinrichs mit Heinrich I. und Heinrich dem Zänker, der nach dem Tod Ottos II. versucht hatte, die Macht zu übernehmen und sich mit Unterstützung Bischofs Egbert 984 zum König hatte wählen lassen. Die Handschrift wäre dann möglicherweise als Geschenk für Heinrich gedacht gewesen, blieb aber unvollendet, da sich Egbert schon nach kurzer Zeit Kaiserin Theophanu unterwarf. Das Evangeliar der Sainte-Chapelle hat das gleiche Format wie der Buchdeckel des Codex aureus Epternacensis, der kurz nach 985 als Buchkasten in der Goldschmiedewerkstatt Egberts entstand. Aufgrund der Rezeption des Majestasbildes in Echternach wird für möglich gehalten, dass Egbert das ursprünglich für Heinrich den Zänker gedachte Prunkevangeliar zusammen mit dem Buchkasten an Kaiserin Theophanu als Versöhnungsgeste übereignete, die beides nach Echternach weitergab. Das Evangeliar gelangte 1379 mit einem neuen Einband als Geschenk König Karls V. von Frankreich in den Besitz der Sainte-Chapelle in Paris. Aus deren Besitz gelangte es nach in der Französischen Revolution in die Nationalbibliothek.

## Kunsthistorische Einordnung

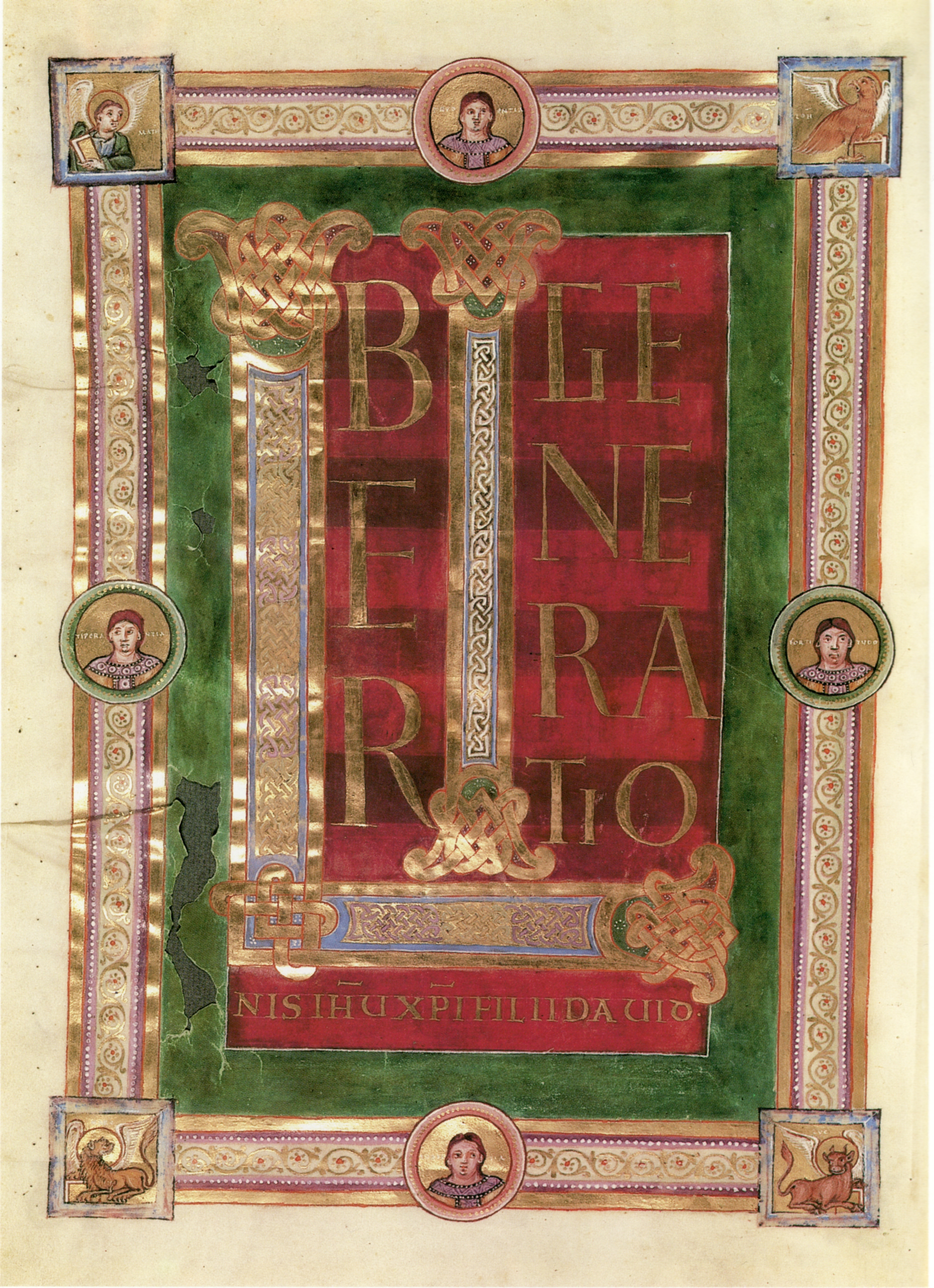
Fol. 16v., Initialzierseite zum Matthäus-Evangelium

Das Evangeliar der Sainte-Chapelle nimmt innerhalb der ottonischen Buchkunst eine Art Schlüsselstellung ein, da es ältere Vorbilder aufgriff und an verschiedene Skriptorien vermittelte. Das Ausstattungskonzept der Handschrift mit Majestas Domini und Evangelistenbildern folgte einem Buchtypus, der in der touronischen Buchmalerei des 9. Jahrhunderts geprägt worden war. Als Vorlage des Majestasbildes diente eine damals in Trier vorhandene karolingische Prunkbibel aus Tours. Bei den Evangelistenbildern orientierte sich der Gregormeister an spätantiken Vorbildern, aber auch direkt an Werken der Hofschule Karls des Großen, das Ada-Evangeliar dieser Buchmalerschule befand sich damals im Besitz der Trierer Abtei St. Maximin. Das Majestasbild wurde in der Buchmalerei der Abtei Echternach übernommen, während die Evangelistenbilder in verschiedenen Malerschulen, wie beispielsweise der Reichenau, rezipiert wurden. Zwei Evangelisten des Perikopenbuchs Heinrichs II. (Bayerische Staatsbibliothek, Clm. 4452) gehen auf seine Vorlage zurück.
Durch Vergleich der Schrift auf der Schriftrolle des Evangelisten Lukas im Evangelistenbild, die den Anfang des Lukas-Evangeliums zeigt, mit der Schrift im Text des Lukas-Evangeliums gelang es Hartmut Hoffmann, die Minuskel-Handschrift des Gregormeisters zu identifizieren. Das Evangeliar von Sainte-Chapelle gehört zu den raren ottonischen Handschriften – die beiden wichtigsten weiteren sind das goldene Evangelienbuch Heinrichs III. (Codex Aureus Escorialensis, um 1043/46. Biblioteca del Real Monasterio de San Lorenzo de El Escorial, Cod. Vitr. 17) und das Goldene Evangeliar von Echternach (Codex aureus Epternacensis, um 1030/50, Nürnberg, Germanisches Nationalmuseum, Hs. 2° 156142), in denen zum Ausdruck besonderer Feierlichkeit und Heiligkeit griechische Sprache und Schrift verwendet wurden. Die Maiestas auf fol. 1v zeigt eine Umschrift in griechischer Sprache und Majuskel-Schrift: „Dein Königtum ist ein Königtum auf ewige Zeiten, und deine Herrschaft von Geschlecht zu Geschlecht.“ (Psalm 114,13).